# Kléberson Davide
Kléberson Davide (Conchal, 20 de julho de 1985) é um atleta brasileiro, especialista na prova dos 800 metros.

## Carreira

### Rio 2007
Nos Jogos Pan-Americanos de 2007, no Rio de Janeiro, foi medalhista de prata. Participou dos Jogos Olímpicos de Pequim 2008, não passando das eliminatórias e no Campeonato Mundial de Atletismo de 2011, chegou às semifinal.
Integrou a delegação que disputou os Jogos Pan-Americanos de 2011, em Guadalajara, no México, onde conquistou novamente a medalha de prata, repetindo o resultado de 2007.